# Жан V де Креки
Жан V де Креки (фр. Jean V de Créquy); 1395/1400 — 1472 или 1474) — бургундский военный и дипломат из рода Креки.

## Биография
Второй сын Жана IV де Креки (ум. 1411) и Жанны де Руа (ум. 1434).
Унаследовал от отца сеньории Канапль и Мольен равнинный и лесной (au val & au bois), а после смерти старшего брата, погибшего в битве при Азенкуре, сеньории Креки, Фрессен и прочее.
Был советником и камергером герцога Бургундии Филиппа III Доброго. 15 августа 1429 вместе с Жаном де Кроем, бастардом де Сен-Полем, Югом де Ланнуа, Жаном де Бримё и другими знатными бургундскими сеньорами участвовал в противостоянии англо-бургундских войск с армией Карла VII и Жанны д’Арк у Монтепиллуа, близ Санлиса («битва при Монтепиллуа»). После этого дела был произведён в рыцари, а затем под командованием маршала де Лиль-Адана принимал участие в обороне Парижа от войск Девы.
В январе 1430 при учреждении в Брюгге ордена Золотого Руна стал одним из его первых рыцарей.
В том же году под началом Жана де Люксембурга был в деле под Компьеном, где Жанна д’Арк была захвачена в плен.
В 1435 году Жан де Креки участвовал в подготовке Аррасского договора.
В 1436 году, по словам Ангеррана де Монстреле, отличился при неудачной осаде Кале, а после отступления армии Филиппа Доброго был оставлен в гарнизоне Гравелина вместе с сеньором де Савезом, Симоном и Саншем де Лаленами и остановил продвижение войск герцога Глостера.
Продолжил дипломатическую карьеру в 1443 году, вместе с канцлером Роленом, Антуаном де Кроем, сеньором де Монтегю, сеньором де Тернаном, сеньором де Бергом и Симоном де Лаленом приняв участие в делегации, отправленной к герцогу и герцогине Саксонским для урегулирования отношений, осложнившихся после бургундского завоевания Люксембурга.
В 1446 году, после капитула в Генте был послан к Альфонсу V Арагонскому, которому передал цепь и инсигнии ордена Золотого руна и произвел впечатление своим роскошным экипажем.
В 1457 году приобрёл у Эдмона де Виля и его жены Жаклин де Ванкур сеньорию Пондорми.
В 1458 году участвовал в конференции по восстановлению союзных отношений с Англией, в 1464 году вместе с епископом Турне ездил с посольством к Людовику XI.

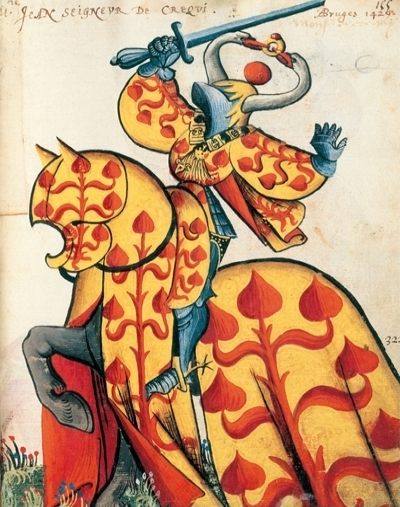
Жан V де Креки. Большой рыцарский гербовник ордена Золотого руна

В 1465 году участвовал в битве при Монлери, а затем в переговорах по заключению Конфланского мира, окончившего войну Лиги общественного блага.
В 1468 году присутствовал на встрече в Перонне и встрече Маргариты Йоркской в Брюгге.
Также известен как библиофил и заказчик иллюминированных рукописей.
Составил завещание 2 сентября 1468, и умер в 1472 или 1474 году.

## Семья
1-я жена: Маргарита де Бур, дочь и наследница Гийома, сеньора де Бур, называемого Викар, камергера короля Франции, и Катрин де Пук. Брак бездетный
2-я жена (контракт 13.06.1446): Луиза де Латур-д'Овернь, дочь Бертрана V де Латура, графа Булонского и Овернского, и Жаклин де Пескен. Принесла в приданое 10 тыс. золотых экю, и получила в качестве вдовьей доли замок Сен.
Дети:
- Жан VI де Креки (ум. 1513/1515), сеньор де Креки, Фрессен и Канапль, камергер герцога Бургундского. Жена 1) (1478): Франсуаза де Рюбампре (ум. 1503), дама де Берньёль и Блекен, дочь Жана де Рюбампре, сеньора де Бьевр, и Катрин де Берньёль; 2) (1505): Мари д'Амбуаз (ум. 1519), дама де Рисе, дочь Шарля I д'Амбуаза, сеньора де Шомона, и Катрин де Шовиньи
- Жак де Креки (ум. 1480, Лувен), сеньор де Пондорми, Кокерель, Мольен и Виллер в бокаже, камергер герцога Бургундского. Был взят в плен в битве при Нанси
- Франсуа де Креки (ум. 1518), сеньор Дурле, губернатор и сенешаль Булонне, советник и камергер короля, рыцарь ордена Святого Михаила. Жена (1473): Маргарита Блондель (ум. 1513), дама де Лонвилье, дочь Жана де Блонделя, сеньора де Лонвилье, и Катрин де Куртеёз, дамы д'Антиньи
- Луи де Креки (ум. после 1486), сеньор де Флешен, прево и великий архидиакон Сен-Круа-де-Льежа (1458)
- Бертран де Креки, рыцарь-госпитальер
- Шарль де Креки (ум. 1531), сеньор де Флешен, Блекур и дю Тонльё д'Эр, великий декан Турне, затем епископ Теруана (1518)
- Луиза де Креки (ум. 1469?), получила в наследство то, что граф Булонский должен был в счет брака ее матери
- Жаклин де Креки (ум. 1509), дама д'Апленкур, дю Верже или дю Розель. Муж: Жак де Бофор, маркиз де Канийяк. Умерла бездетной, назначив наследником племянника Антуана де Крек и учредив вечную мессу в церкви Нотр-Дам в Брюгге